# Calochortus luteus
Calochortus luteus är en liljeväxtart som beskrevs av David Douglas och John Lindley. Calochortus luteus ingår i släktet Calochortus och familjen liljeväxter.
Artens utbredningsområde är Kalifornien. Inga underarter finns listade.

## Bildgalleri

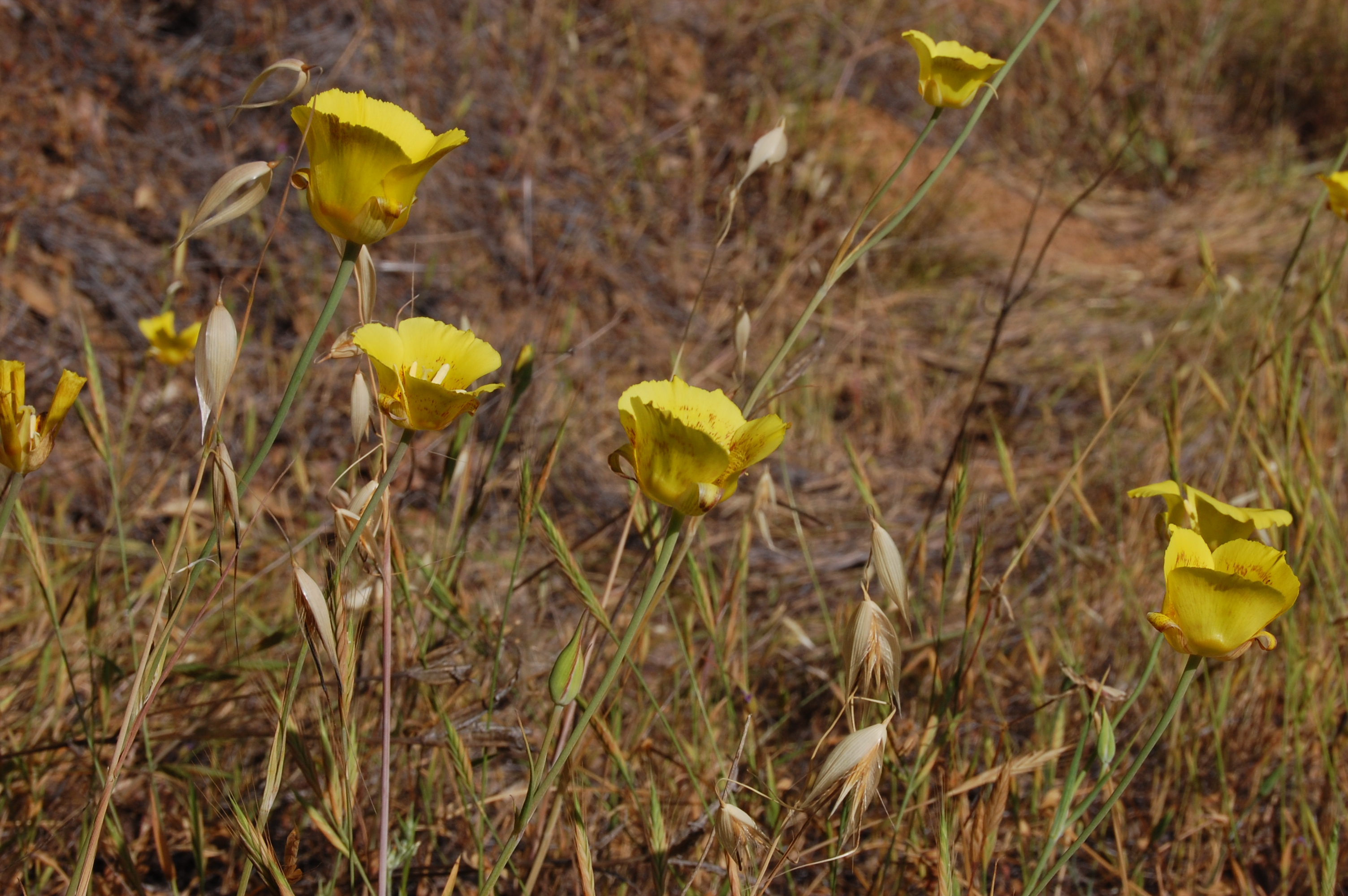
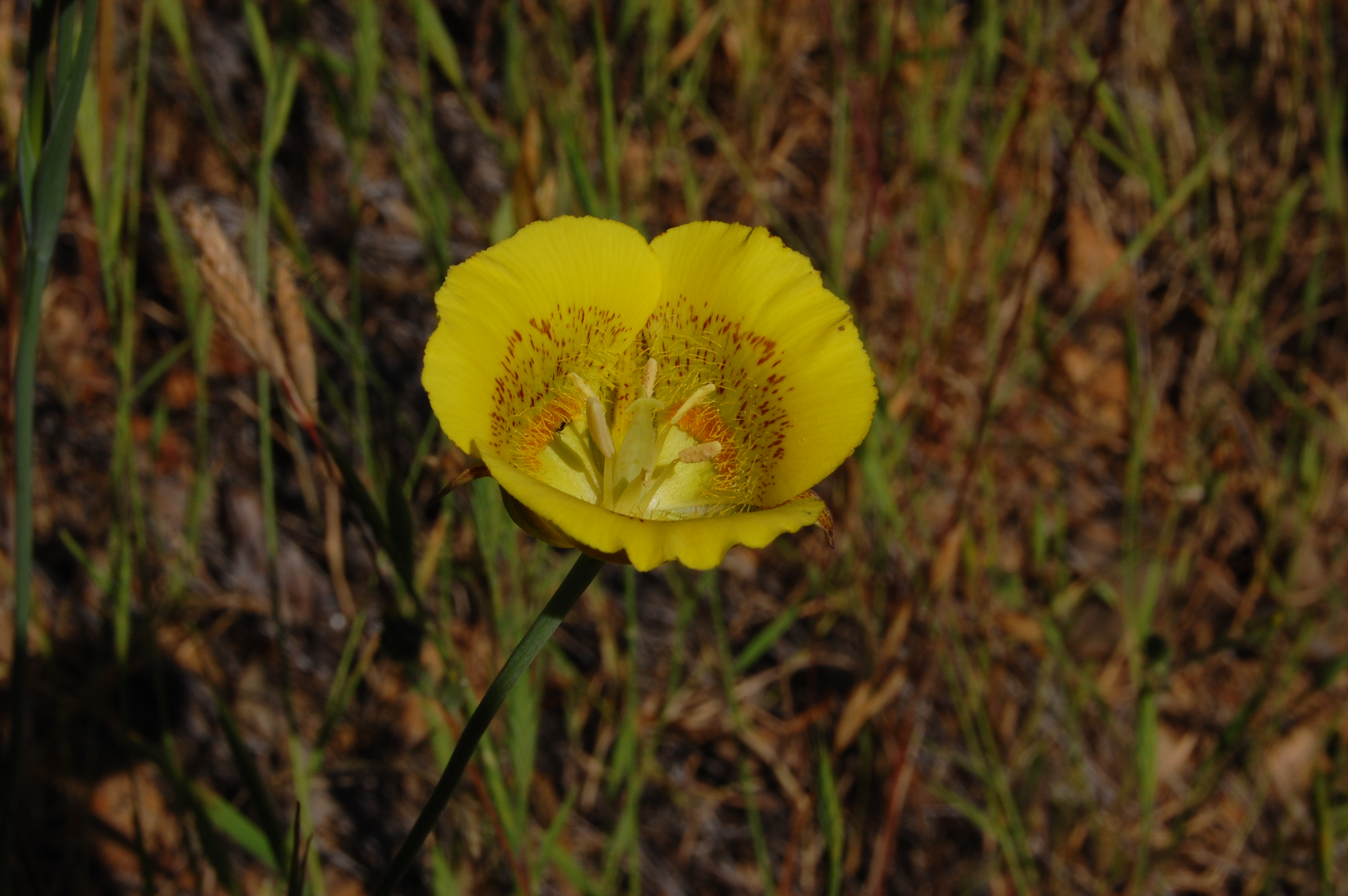
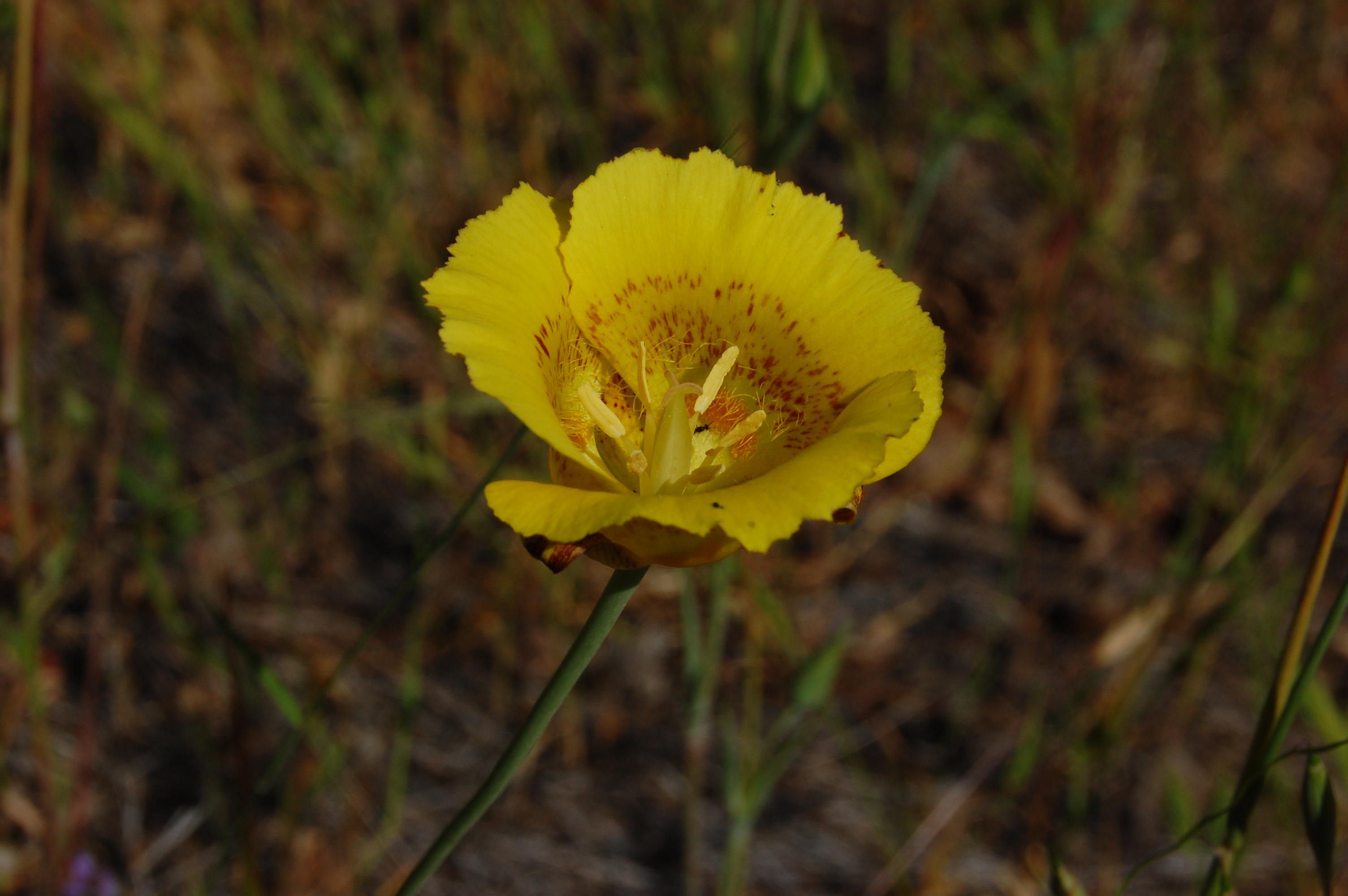
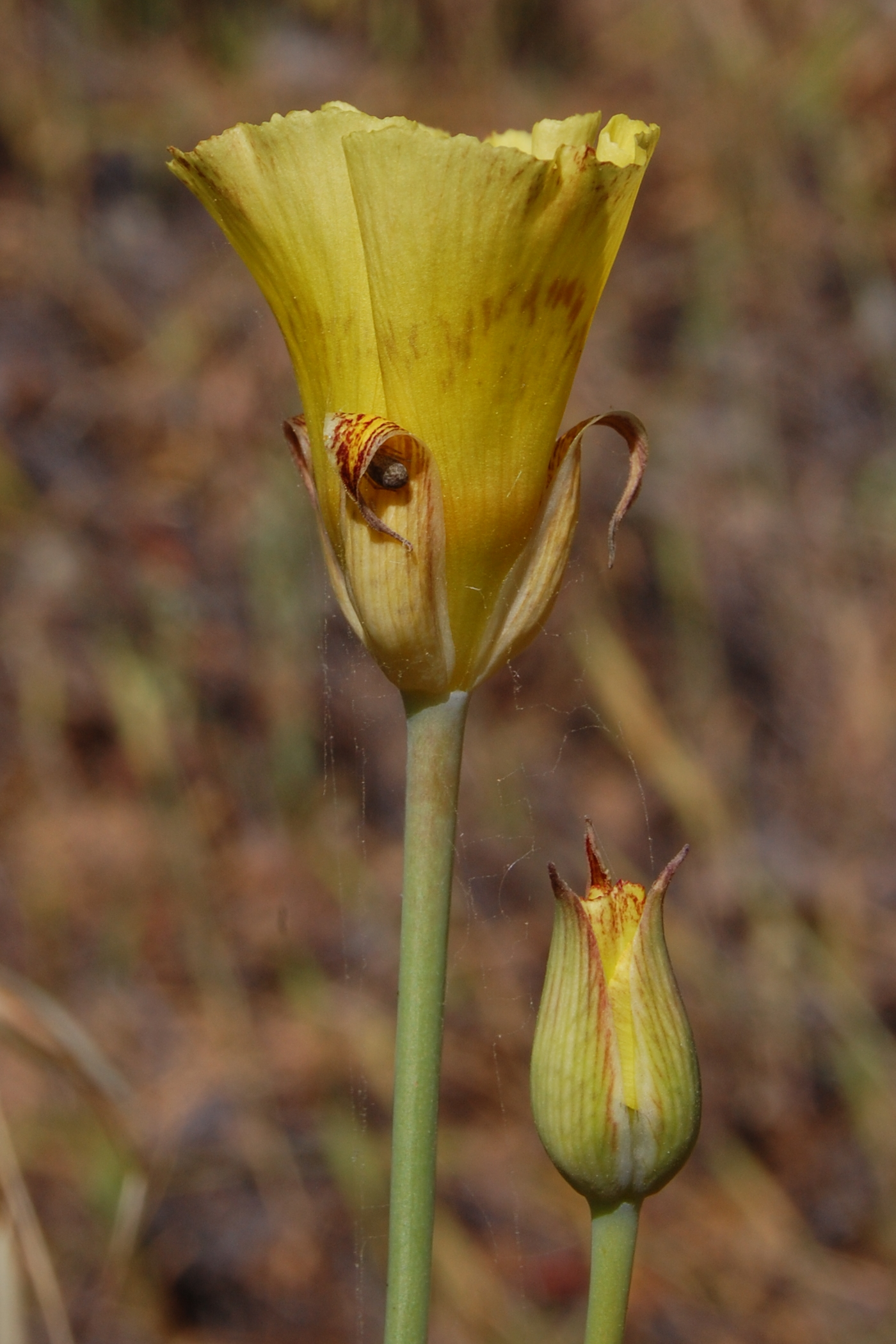
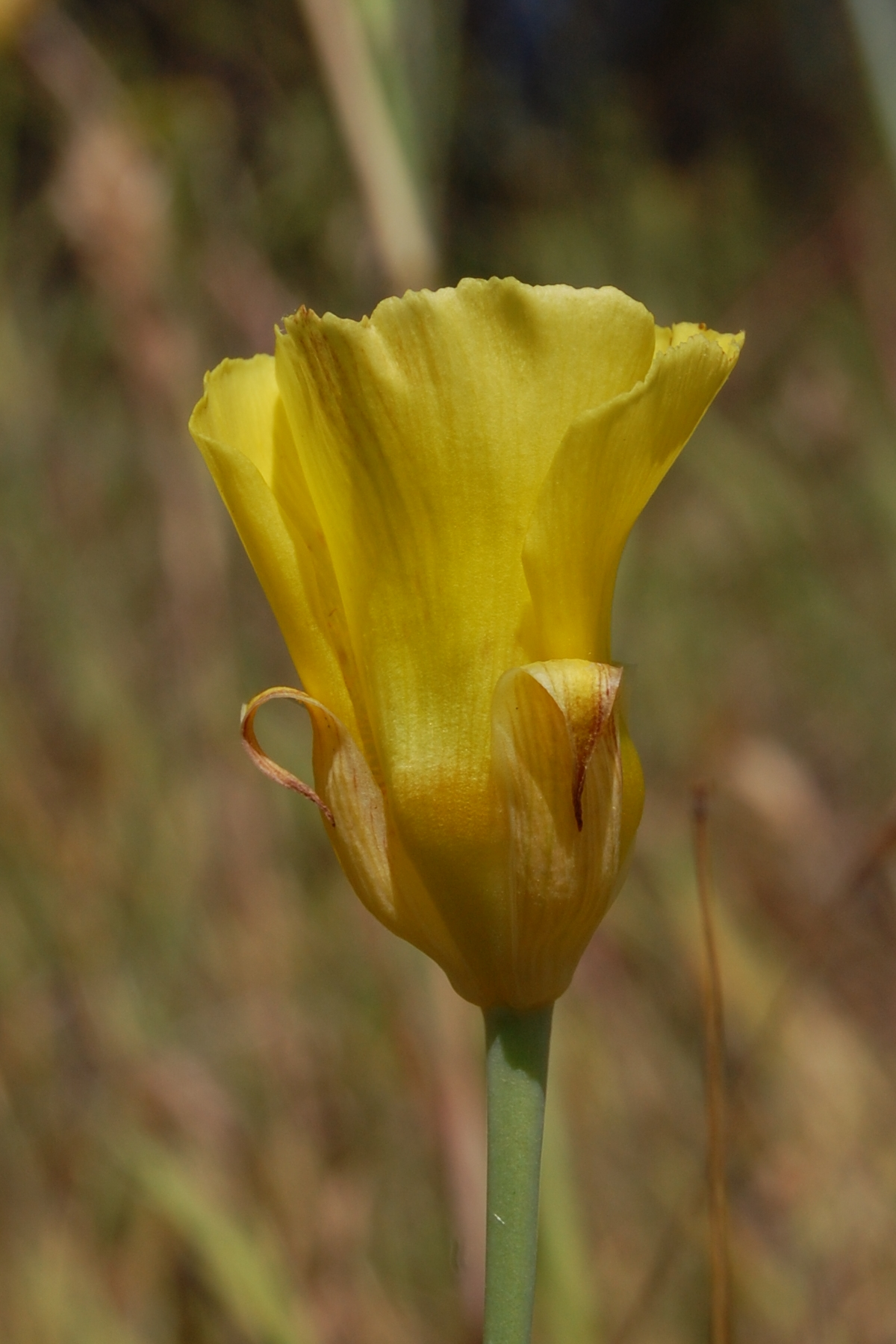
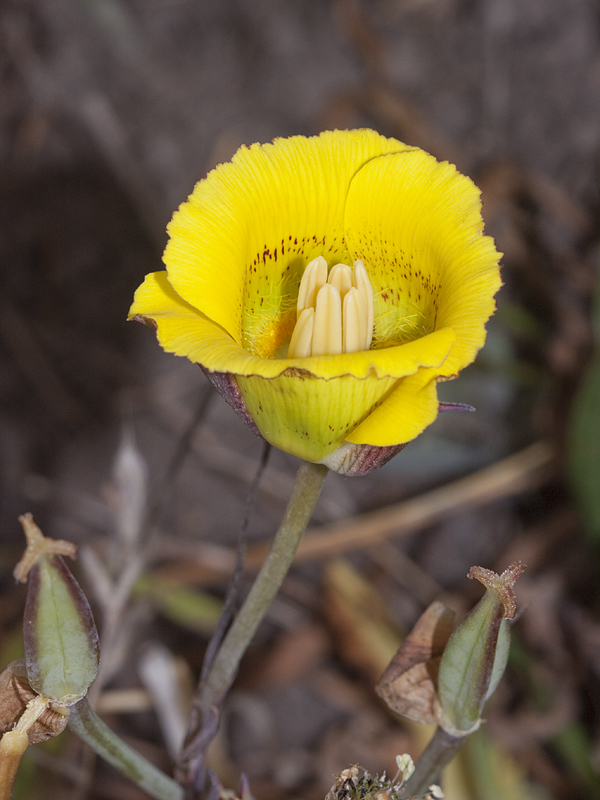